# Вандерлей
Вандерлей (на португалски: Wanderley) е град и община в Бразилия, щат Баия, мезорегион Крайно западна Баия, микрорегион Котежипи. Според Бразилския институт по география и статистика през 2010 г. общината има 12 485 жители.